# ورزشگاه خوزه ماریا مینلا
 ورزشگاه خوزه ماریا مینلا  (به انگلیسی: Estadio José María Minella) ورزشگاهی در شهر مارادل پلاتا است که ورزشگاه خانگی باشگاه فوتبال آلدوسیوی محسوب می‌شود.
این ورزشگاه در سال ۱۹۷۸ میلادی ساخته شده است و ظرفیت آن ۳۵٬۳۵۴ نفر است.
۶ بازی جام جهانی فوتبال ۱۹۷۸ در این ورزشگاه برگزار شده‌است.